# FM Dom Bosco
FM Dom Bosco é uma emissora de rádio brasileira sediada em Fortaleza, capital do estado do Ceará. Opera no dial FM, na frequência 96,1 MHz. Fundada em 24 de agosto de 1997, é uma emissora católica, administrada pela Fundação Educacional Salesiana Dom Bosco.

## História
A emissora foi ao ar pela primeira vez no dia 24 de agosto de 1997 com a denominação de Rádio Comunitária Dom Bosco, na frequência 97,5 MHz. Na época, o fundador da emissora Pe. Sebastião estava na direção da mesma, que inicialmente trabalhava de segunda a domingo, de 6h às 19h, com uma programação religiosa. Após um ano de existência, a rádio começou a ter um conteúdo 24 horas, utilizando a madrugada com músicas e mensagens. A emissora utilizava em seu quadro profissional radialistas que se revezavam em programas durante todo o dia. 
Durante quatro anos, Sebastião Alves buscou junto aos órgãos reguladores autorização para operar como rádio educativa. Na época, o sacerdote também articulou campanhas de arrecadação de fundos para a compra de equipamentos e despesas de implementação da estrutura da sede. No dia 18 de abril de 2001, foi aprovado pelo Senado Federal o Ato que outorgou a permissão da Fundação Educacional Salesiana Dom Bosco para executar serviços de radiodifusão sonora em frequência modulada. 
A estreia oficial como rádio educativa ocorreu em 1.º de agosto de 2001, com um discurso do Pe. Sebastião Alves da Silveira, que recitou uma oração e agradeceu a Deus pelo momento histórico. Continuando a programação predominantemente católica, a rádio estreou novos programas, além de transmitir missas e a recitação do Terço Mariano às 18h. A emissora também contava com radialistas profissionais e voluntários que apresentavam programas e operavam a mesa de rádio durante as 18 horas de programação em forma de revezamento, como Jurandir Vilanova, Gil França, Edvânio Alencar, Joana Campos, Maria Alves, Frei João Maria, Alex Ventura. Na madrugada, a emissora passou a retransmitir a programação da Rede Milícia Sat.
Com a transferência do Pe. Sebastião para Recife, assumiu a direção da emissora o Pe. Orsini Nuvens Linard. Posteriormente, foram adquiridos novos equipamentos para melhorias na qualidade sonora. Em 30 de agosto de 2008, realizou seu primeiro grande evento, o 1.° Evangelizar Dom Bosco com a presença do Pe. Reginaldo Manzotti celebrando missa campal no Aterro da Praia de Iracema em Fortaleza, com mais de 400 mil fiéis. Em 2012, a rádio passou a aparecer nas medições do Ibope como a segunda rádio mais ouvida da capital.
Com a saída do Pe. Orsini, assume a direção da rádio o Pe. Gilberto Antônio da Silva. Com a nova administração, foi realizada a contratação de vários colaboradores, equipamentos digitais, reformulação do site e redes sociais, além de um relacionamento mais próximo com a equipe e os ouvintes da rádio.  
Pe. José Mauro da Silva esta na direção da emissora desde 2015 até a presente data. Neste período, Padre Mauro, junto com a equipe de gestão,  de colaboradores e de voluntários(as), realizou muitos projetos: formação de colaboradores, eventos, caravanas nos bairros e cidades da Região Metropolitana de Fortaleza, retiros, shows, reformas estruturais nos ambientes, compra de novos equipamentos,etc.   
Como destaque, em 2019 foi inaugurada a nova torre de transmissão com 85 metros de altura e aumento da potência, saindo de 5 KW para 12 KW. Essas mudanças possibilitaram maior abrangência na cobertura do sinal, atingindo cerca de 4.5 milhões de habitantes.  